# ジャン・クレティエン
ジョゼフ・ジャック・ジャン・クレティエン（Joseph Jacques Jean Chrétien、1934年1月11日 - ）は、カナダの政治家、第26代首相（在任：1993年11月4日 - 2003年12月12日）。所属政党はカナダ自由党。政治キャリアにおいてピエール・トルドーのバイリンガリズム（二ヵ国語政策）と多文化主義を継承し、ケベック独立を回避してカナダの連邦維持に貢献した。

## 来歴
ケベック州シャウィニガンにて、ウェリー・クレティエンと妻マリーの間の子として、19人兄弟の18番目に生まれた（兄弟のうち10人は夭折）。彼は自らの慎ましい出自を「ショーウィニガンの小さな男」（le petit gars de Shawinigan）だと後に語っている。彼は幼い頃にベル麻痺を患ったため、顔面の左側に部分的な麻痺を残すことになった。彼は最初の自由党の党首選キャンペーンの際に、この障害を逆手にとって「口の両側で話さない政治家」（One politician who didn't talk out of both sides of his mouth）と自称した。また、彼は片耳の聴力を完全に失っている 。ラヴァル大学 (Université Laval) 法学部卒業。1958年に弁護士になる。
1963年にカナダ下院議員に初当選する。その後、内国歳入大臣、インディアン問題・北部開発大臣、財務庁長官、通産大臣、大蔵大臣を歴任する。
1980年のケベック独立国民投票の際には、連邦制主張者の代表格として活躍した。
1980年には法務大臣、司法長官に任命。社会開発担当、憲法問題担当大臣を歴任。特にカナダ憲法の確定プロセスにおいては、「キッチン合意」の代表交渉担当者として大きな役割を果たす。その後エネルギー・鉱業資源大臣も担当する。
自由党の党首及びカナダ首相であったピエール・トルドーが1984年に引退を表明した後、ジョン・ターナーが党首となり首相となった。クレティエンは副首相、外務大臣に任命されたが、しばらくして辞職した。ターナーの辞職後、クレティエンは自由党党首となり、下院議員として復職する。
1993年の総選挙で自由党は与党となり、クレティエンは首相に選出された。1997年に再選、2000年に3選され、カナダ政治史上で珍しく3期連続で首相を務めることになった。
在任中はケベック独立問題の解決に腐心した。1995年のケベック独立国民投票が僅差で独立が否認されたことを受け、カナダから独立しようともくろむケベック政府の動きに対し、明確化法 (Clarity Act) を制定し、「カナダ政府は、独立是非の『明確な質問』に対する州民の『明確な賛成』の意思表示がない限りケベック独立宣言は認めない」という決定をした。カナダ最高裁は単なる過半数の賛成では条件に満たないとした。
クレティエン政権はアメリカ同時多発テロ事件からの対テロ戦争への支持とアフガニスタン侵攻への協力にもかかわらず、2003年のアメリカのイラク侵攻に参加しなかった。クレティエンは「国連安保理事会での決定がなかったことが理由で、カナダはあくまで平和解決の方策を探るべき」との見解を示した。
2003年11月に次の自由党総裁選への不出馬を表明、12月に首相を退任した。
2004年に、クイーンズ大学から法学博士号を受けた。
2023年、日本国政府より令和5年春の叙勲において、旭日大綬章が贈られた。